# Улица Дмитрия Узнадзе
Улица Дмитрия Узнадзе (груз. დ. უზნაძის ქუჩა) — улица в Тбилиси, в районе Чугурети, проходит от Саарбрюкенской площади параллельно реке Кура в сторону проспекта Царицы Тамары, заканчиваясь у Министерства обороны Грузии.

## История
Названа в честь видного деятеля грузинской культуры, учёного-психолога, одного из основателей Грузинской АН Дмитрия Узнадзе (1887—1950).
Первое название улицы — Великокняжеская. В советское время носила имя революционера Камо (1882—1922).

## Достопримечательности

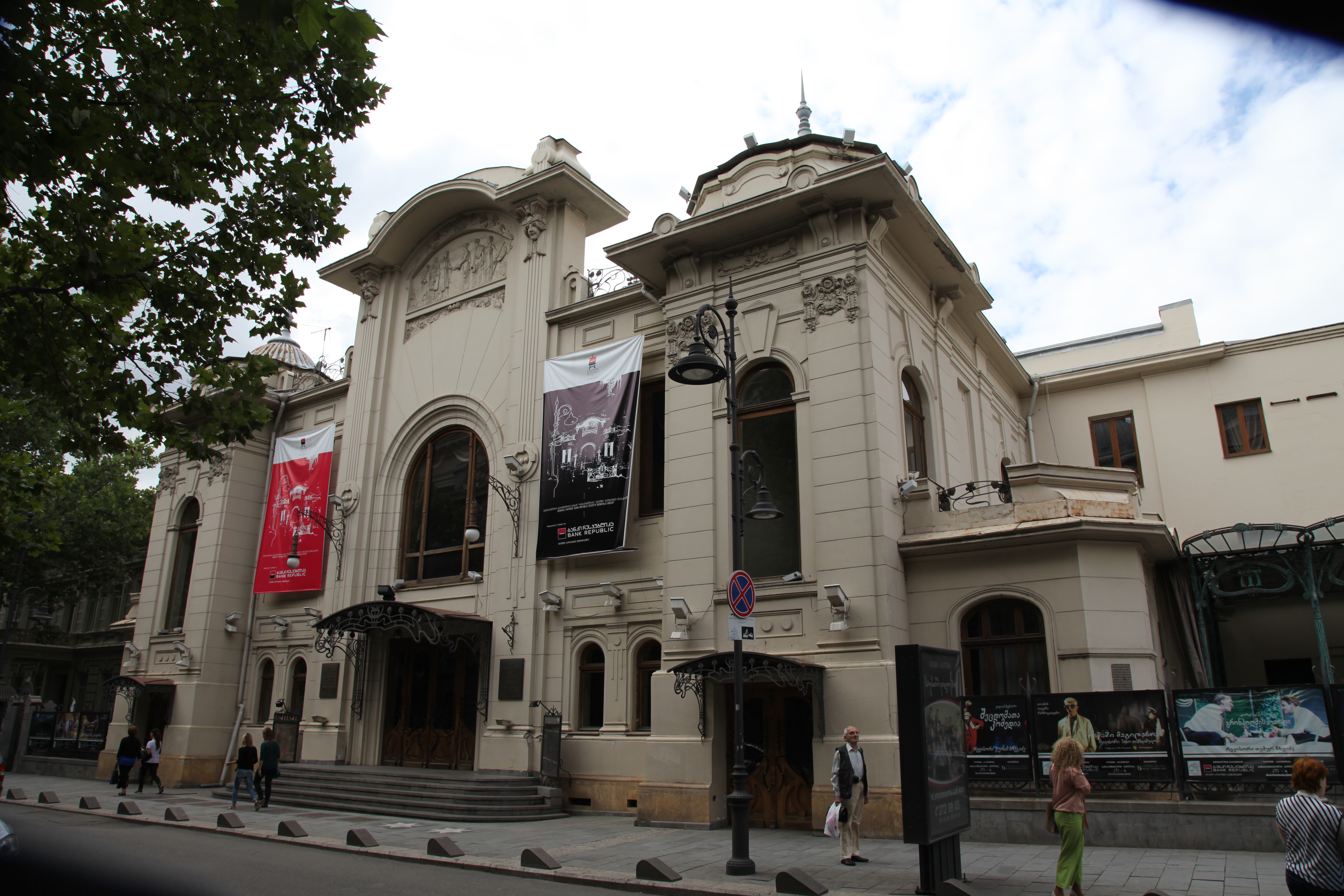
Тбилисский академический театр имени К. Марджанишвили

д. 14 — Институт физической и органической химии
Церковь Архангела Михаила (у д. 47)
д. 51 — Музей истории грузинской медицины, Институт экспериментальной морфологии им. А. Н. Натишвили
д. 52 — Министерство образования и науки Грузии, бывшая 2-я Тифлисская мужская гимназия. В своё время образование в гимназии получили видные деятели грузинской и русской культуры — Н. И. Мусхелишвили (1909), П. Флоренский (1899)); известные политики — Л. Каменев, М. Грушевский.
д. 68а — пивной завод
На углу с улицей Марджанишвили находится Тбилисский академический театр имени К. Марджанишвили.
На углу с улицей Додо Абашидзе находится Дом-музей Ушанги Чхеидзе
На улице располагалось Тбилисское высшее артиллерийское командное училище (выведено в Екатеринбург в 1992 году)

## Известные жители
д. 2 — Владимир Цицишвили, Георгий Цицишвили, Константин Церетели (мемориальная доска)
д. 4 — Кетеван Ломтатидзе, Феофан Давитая, Фердинанд Тавадзе, Автандил Гуния, Георгий Заридзе
д. 12 — Нино Чхеидзе
д. 73 — Леонард Декапрелевич
д. 80 — Мир Кязим-бек Талышинский